# 1974 Голяма награда на Белгия
1974 Голяма награда на Белгия е 21-вото за Голямата награда на Белгия и пети кръг от сезон 1974 във Формула 1, провежда се на 12 май 1974 година на пистата Нивел близо до градчетата Нивел, Белгия.

## Репортаж
След ГП на Испания, втори модел на Тирел 007 е конструиран за Патрик Депайе, пенсионирайки напълно 005, но 006 все е още е на разположение като резервен болид. В Исо Марлборо, Том Белсьо е заменен от Гейс ван Ленеп, докато Брабам даде шанс на белгийския пилот Теди Пилет (един от постоянните пилоти във Формула 5000) зад волана на Брабам BT42. Инсайн се завърна в колоната благодарение на хонгконеца Теди Йъп като болида смени цвета си на оранжев и е пилотиран от бившия пилот на БРМ, Верн Шупан. Крис Еймън и неговия му отбор пропускат това състезание, за да се съсредоточат върху работата на техния им болид, след отпадането в Испания. Скудерия Финото назначиха на мястото на Силвио Мозер, 34-годишния френски рали пилот и спортен пилот Жерар Ларус. Токен също правят своя дебют с Том Прайс зад волана на RJ02, докато Съртис назначиха 31-годишния финландец Лео Кинунен зад волана на TS16.

### Квалификация
Временният водач в сериите, Клей Регацони записа най-добро време, със секунда по-бърз от останалите. Джоди Шектър показа че той и Тирел вървят към правилната посока с второ най-добро време пред Ники Лауда и Емерсон Фитипалди. Силният сезон за Артуро Мерцарио продължи с пето време, пред Рони Петерсон, Жан-Пиер Белтоаз, Карлос Паче, Джеймс Хънт и Ханс-Йоахим Щук. С новия болид Депайе се класира зад топ 10 на 11-о място, докато Шупан се класира 14-и в своето първо участие с Инсайн. Единственият некласиран се оказа Кинунен след проблеми по монокока на неговия Съртис, докато организаторите решиха пуснат 31 състезатели за състезанието.

### Състезание
Регацони запази водачеството си пред Фитипалди, Шектър, Лауда, Петерсон и Хънт. На около секунда е групата на Паче, заедно с Депайе, Белтоаз, Майк Хейлууд и останалите 21 пилоти. Щук остана в края, след като изпусна съединителя по време на старта, но си поправи път напред в колоната. Депайе успя да се справи с Паче за седма позиция, след което започна да преследва водачите.
Шансовете на Щук за по-добър резултат приключиха в шестата обиколка, след като съединителя му отказа, докато тясното трасе на Нивел е причината за малкото изпреварвания, както и с разцепването на колоната. Лауда изпревари Шектър за трето, но единствените промени в класирането, след първите 24 обиколки са отпадането на Анри Пескароло, след като се удари в бариерата по време на битка с останалите пилоти в средата на колоната и спиранията за гуми отстрана на Карлос Ройтеман и Паче.
В 25-а обиколка лидерите попаднаха на трафик от изостанали болиди. Първите двама, Регацони и Фитипалди се откъснаха от Лауда, който имаше проблеми с БРМ на Франсоа Миго. Това прати Шектър на обратно на трета позиция, преди същото нещо да сполети и пилота на Тирел, докато Петерсон и Хънт загубиха контакт. След това в 39-а обиколка, Регацони се забави което даде шанс на Фитипалди и после Лауда да го изпреварят. Петерсон смени предните си гуми през това време, пращайки Депайе на шеста позиция, докато Мерцарио отпадна със счупена трансмисия.
Хънт е следващия отпаднал, след като част от задното му окачване се счупи, завъртайки Хескет-а право в тревата. Депайе задържаше петото място само за осем обиколки, преди един от предните спирачки да му откаже и той прибра болида си в бокса, оставяйки Белтоаз, Дени Хълм, Хейлууд и Жан-Пиер Жарие да спорят за тази позиция. Трудният уикенд на Лотус продължи, след като и двамата пилоти направиха по няколко стопа, докато Паче, Йохен Мас, Ларус и Рики фон Опел се включиха в списъка на отпадналите.
Хейлууд запази интереса в състезанието, изпреварвайки Хълм и Белтоаз следван от Жарие който също мина покрай Макларън-а и БРМ-а. Шупан и Прайс имаха солидна надпревара, но и двамата трябваха да спират за гориво, поради проблеми в горивната система. След като Токен-а се върна на трасето, Прайс е засечен от приидващия Тирел на Шектър, от който задното окачване на Токен-а се повреди, а и с това и отпадането на талантливия 24-годишен уелсец. Жарие получи същия проблем, което принуди французина да спре в бокса за зареждане с гориво, губейки шестата позиция. Хейлууд го последва две обиколки по-късно с проблем в горивната система, но англичанина предпочете да продължи до финала, пращайки Белтоаз и Хълм обратно на пета и шеста позиция. По това време и Лотус-ите и Ройтеман (който се завъртя) отпаднаха, заедно с Брайън Редмън който получи повреда в двигателя пет обиколки до финала.
Фитипалди нямаше проблеми, които да попречат втората му победа за сезона с четвърт секунда от Лауда, макар че Макларън-а на бразилеца не е заплашен от Ферари-то на австриеца. Регацони можеше да завърши след съотборника си, но на последната обиколка Ферари-то остана без гориво, пращайки Шектър на трета позиция. Все пак швейцареца завърши четвърти пред Белтоаз и Хълм, които завършиха заедно с обиколката на лидера. Всички останали от Хейлууд са с обиколка изоставане или с повече.

## Класиране
| Поз | No | Пилот             | Конструктор      | Обиколки | Време/Отпадане | Място | Точки |
| --- | -- | ----------------- | ---------------- | -------- | -------------- | ----- | ----- |
| 1   | 5  | Емерсон Фитипалди | Макларън-Форд    | 85       | 1:44:20.57     | 4     | 9     |
| 2   | 12 | Ники Лауда        | Ферари           | 85       | + 0.35         | 3     | 6     |
| 3   | 3  | Джоди Шектър      | Тирел-Форд       | 85       | + 45.61        | 2     | 4     |
| 4   | 11 | Клей Регацони     | Ферари           | 85       | + 52.02        | 1     | 3     |
| 5   | 14 | Жан-Пиер Белтоаз  | БРМ              | 85       | + 1:08.05      | 7     | 2     |
| 6   | 6  | Денис Хълм        | Макларън-Форд    | 85       | + 1:10.54      | 12    | 1     |
| 7   | 33 | Майк Хейлууд      | Макларън-Форд    | 84       | + 1 Об.        | 13    |       |
| 8   | 26 | Греъм Хил         | Лола-Форд        | 83       | + 2 Об.        | 29    |       |
| 9   | 10 | Виторио Брамбила  | Марч-Форд        | 83       | + 2 Об.        | 31    |       |
| 10  | 41 | Тим Шенкен        | Троян-Форд       | 83       | + 2 Об.        | 23    |       |
| 11  | 28 | Джон Уотсън       | Брабам-Форд      | 83       | + 2 Об.        | 19    |       |
| 12  | 27 | Гай Едуардс       | Лола-Форд        | 82       | + 3 Об.        | 21    |       |
| 13  | 17 | Жан-Пиер Жарие    | Шадоу-Форд       | 82       | + 3 Об.        | 17    |       |
| 14  | 21 | Гийс ван Ленеп    | Исо Малборо-Форд | 82       | + 3 Об.        | 30    |       |
| 15  | 22 | Верн Шупан        | Инсайн-Форд      | 82       | + 3 Об.        | 14    |       |
| 16  | 37 | Франсоа Миго      | БРМ              | 82       | + 3 Об.        | 25    |       |
| 17  | 34 | Теди Пилет        | Брабам-Форд      | 81       | + 4 Об.        | 27    |       |
| 18  | 16 | Брайън Редмън     | Шадоу-Форд       | 80       | Двигател       | 18    |       |
| Отп | 2  | Джеки Икс         | Лотус-Форд       | 72       | Прегряване     | 16    |       |
| Отп | 42 | Том Прайс         | Токен-Форд       | 66       | Сблъсък        | 20    |       |
| Отп | 7  | Карлос Ройтеман   | Брабам-Форд      | 62       | Двигател       | 24    |       |
| Отп | 1  | Рони Петерсон     | Лотус-Форд       | 56       | Теч-гориво     | 5     |       |
| Отп | 4  | Патрик Депайе     | Тирел-Форд       | 53       | Спирачки       | 28    |       |
| Отп | 19 | Йохен Мас         | Съртис-Форд      | 53       | Окачване       | 26    |       |
| Отп | 43 | Жерар Ларус       | Брабам-Форд      | 53       | Гума           | 11    |       |
| Отп | 18 | Карлос Паче       | Съртис-Форд      | 50       | Управление     | 8     |       |
| Отп | 8  | Рики фон Опел     | Брабам-Форд      | 49       | Двигател       | 22    |       |
| Отп | 24 | Джеймс Хънт       | Хескет-Форд      | 45       | Инцидент       | 9     |       |
| Отп | 20 | Артуро Мерцарио   | Исо Малборо-Форд | 29       | Трансмисия     | 6     |       |
| Отп | 15 | Анри Пескароло    | БРМ              | 12       | Сблъсък        | 15    |       |
| Отп | 9  | Ханс-Йоахим Щук   | Марч-Форд        | 6        | Съединител     | 10    |       |
| НКв | 44 | Лео Кинунен       | Съртис-Форд      |          |                |       |       |

## Класиране след състезанието
| Поз | Пилот             | Точки |
| --- | ----------------- | ----- |
| 1   | Емерсон Фитипалди | 22    |
| 2   | Ники Лауда        | 21    |
| 3   | Клей Регацони     | 19    |
| 4   | Денис Хълм        | 11    |
| 5   | Жан-Пиер Белтоаз  | 10    |
| 6   | Карлос Ройтеман   | 9     |
| 7   | Майк Хейлууд      | 9     |
| 8   | Джоди Шектър      | 9     |

| Поз | Конструктор   | Точки |
| --- | ------------- | ----- |
| 1   | Макларън-Форд | 35    |
| 2   | Ферари        | 27    |
| 3   | БРМ           | 10    |
| 4   | Тирел-Форд    | 10    |
| 5   | Брабам-Форд   | 9     |
| 6   | Марч-Форд     | 5     |
| 7   | Лотус-Форд    | 4     |
| 8   | Съртис-Форд   | 3     |